# Taygetis servius
Taygetis servius är en fjärilsart som beskrevs av Gustav Weymer 1911. Taygetis servius ingår i släktet Taygetis och familjen praktfjärilar. Inga underarter finns listade i Catalogue of Life.